# Operación Dominic
La Operación Dominic fue una serie de pruebas nucleares realizadas por los Estados Unidos entre 1962 y 1963.
De ellas, 25 fueron realizadas en la isla de Kiritimati, 68 en el sitio de pruebas de Nevada, 14 en el atolón Johnston y una en San Diego. La mayor de todas ellas fue Housatonic, realizada el 27 de julio de 1962, la cual liberó 8,3 megatones de energía. Una de las más famosas fue Starfish Prime, una prueba exoatmosférica que produjo una aurora artificial.
- Datos: Q1425035
- Multimedia: Operation Dominic / Q1425035